# Niphon (Alexandria)
Niphon († 1386) war griechisch-orthodoxer Patriarch von Alexandria (1366–1385).
Er stammte aus Konstantinopel und war ein Anhänger der Lehren von Prochoros Kydones und Gregorios Akindynos, die im Streit um die Hesychasten beim byzantinischen Kaiser in Ungnade fielen. 